# 大猫日记
《大猫日记》（Big cat diary）是一部由英国广播公司制作的电视纪录片，共有九季。剧情主要是围绕三种[[大型猫科动物狮子、猎豹、花豹的生活而进行拍摄的。

## 拍摄过程
BBC自然历史组本打算在坦桑尼亚的塞伦盖蒂国家公园拍摄该纪录片，但因为价格昂贵而转向肯尼亚的马赛马拉国家公园。拍摄时恰好赶上马赛马拉国家公园一年一度的牛羚大迁徙，它们是许多猫科动物的食物来源。
每个系列都遵循一个狮群的日常生活，一只猎豹的家庭和一个花豹家庭。工作组人数达60人，使用特别改装的四驱车周游马赛马拉，跟踪，识别和拍摄大猫。该剧被称为“原始的野生动物的肥皂剧”。

## 大猫

### 狮子
狮子家族主要是由西蒙·金进行拍摄的，拍摄对象为马沙狮群，诺迟(Notch)为该狮群的首领，它出生于2000年，塔姆(Tamu)是他的配偶，2007年的大猫日记主要拍摄了塔姆一家。她生有四只小狮子，其中一只被一只欲追求塔姆的雄狮杀死，另外三只则活了下来。

### 猎豹
猎豹家族主要是乔纳森·斯科特拍摄的，他拍摄过基多歌(Kidogo)、芬迪(Fendi)、琥珀(Amber) (有时称为女王(Queen))、凯克(Kike)、夏奇拉(Shakira)等，其中最吸引人的是哈尼(Honey)，它是小猎豹图图(ToTo)的妈妈，图图是大猫日记拍摄过的最小的一只猎豹，2005年拍摄组拍摄它时，它只有7、8周大，是一只很可爱的猎豹，可惜的是，大猫日记第七季拍摄后期时，在2006年初的一场暴风雨后，拍摄组跟哈尼和图图失去了联系，他们找遍了马赛马拉，也没找到哈尼跟图图。摄制组不得不放弃寻找。在摄制组离开马赛马拉两天后，哈尼被找到，而图图却仍然是失踪，他很大几率是死了。哈尼在2007年《大猫日记》第八季时又有了四只小猎豹，其中一只雌性猎豹被狮子杀死，而另外三只则活了下来。2007年2月，哈尼死于人祸，它的三只幼崽被送到救助站，救助站提供给了幼崽几个月的食物。

### 花豹
花豹是由赛伯·道格拉斯·汉密尔顿拍摄的，早期曾拍摄过半尾(Half-Tail)和阴影(Shadow)，后来拍摄过贝拉(Bella)和她的幼崽崔(Chui)，贝拉于2009年去世。